# Benahadux (kommunhuvudort)
Benahadux är en kommunhuvudort i Spanien.   Den ligger i provinsen Provincia de Almería och regionen Andalusien, i den södra delen av landet, 400 km söder om huvudstaden Madrid. Benahadux ligger 128 meter över havet och antalet invånare är 3 132.
Terrängen runt Benahadux är varierad. Runt Benahadux är det tätbefolkat, med 530 invånare per kvadratkilometer. Närmaste större samhälle är Almería, 9,6 km söder om Benahadux. Omgivningarna runt Benahadux är i huvudsak ett öppet busklandskap.